# Peter Carter (regista)
Peter Carter (8 dicembre 1933 – 3 giugno 1982) è stato un regista canadese di cinema e televisione.

## Biografia
Carter iniziò come apprendista con J. Arthur Rank in Inghilterra e si trasferì in Canada nel 1955, dove entrò a far parte della Crawley Films come montatore e assistente alla regia. Tornò in Inghilterra, lavorò in Africa e tornò di nuovo in Canada nel 1963. Conosciuto per la regia di The Rowdyman e Jack London Story, ottenne una nomination ai Genie Award come miglior regista ai primi Genie Awards nel 1980 per Jack London Story.
Tra i suoi film si possono ricordare Rituals, il trekking della morte, Truck Drivers e Highpoint e in televisione, i suoi crediti includevano episodi di R.C.M.P., Seaway, Wojeck, McQueen, For the Record, Police Surgeon, The Forest Rangers e La famiglia Robinson, e i film TV The Courage of Kavik the Wolf Dog e A Man Called Intrepid. Morì di infarto il 3 giugno 1982. Era sposato con l'attrice Linda Goranson.

## Filmografia

### Cinema
- The Rowdyman (1972)
- Rituals, il trekking della morte (Rituals) (1977)
- Truck Drivers (High-Ballin') (1978)
- Jack London Story (Klondike Fever) (1979)
- Un uomo chiamato Intrepido (A man called Intrepid) (1980)
- Scontro al vertice (Highpoint) (1982)

### Televisione
- Wojeck – serie TV, 2 episodi (1968)
- Telescope – serie TV, 1 episodio (1968)
- Corwin – serie TV, 2 episodi (1969)
- McQueen – serie TV, 2 episodi (1969-1970)
- To See Ourselves – serie TV, 3 episodi (1971-1972)
- The Collaborators – serie TV, 2 episodi (1973-1974)
- Dottor Simon Locke (Dr. Simon Locke) – serie TV, 11 episodi (1974-1975)
- La famiglia Robinson (Swiss Family Robinson) – serie TV, 5 episodi (1976)
- For the Record – serie TV, 1 episodio (1977)
- Sfida segreta (Intrepid) – miniserie TV, 3 episodi (1979)
- Kavik, il cane lupo (The Courage of Kavik, the Wolf Dog) – film TV (1980)
- Il terrore viene dal passato (The Intruder Within) - film TV (1981)
- Shannon – serie TV, 1 episodio (1982)